# Enticho
Enticho est une ville du nord de l'Éthiopie, située dans la Mehakelegnaw Zone du Tigré. Elle est à 14° 16′ N, 39° 09′ E et se trouve à 1 694 mètres d'altitude.